# Təzə Şilyan
Təzə Şilyan (ryska: Таза_шильян) är en ort i Azerbajdzjan.   Den ligger i distriktet Ujar Rayonu, i den centrala delen av landet, 170 km väster om huvudstaden Baku. Antalet invånare är 2 734.
Terrängen runt Təzə Şilyan är mycket platt. Närmaste större samhälle är Kürdämir, 19,2 km öster om Təzə Şilyan.
Trakten runt Təzə Şilyan består till största delen av jordbruksmark. Runt Təzə Şilyan är det ganska tätbefolkat, med 80 invånare per kvadratkilometer.